# Richard van Weyden
Richard van Weyden (ur. 22 kwietnia 1966 w Neunkirchen) – niemiecki aktor telewizyjny i filmowy.

## Życiorys
Urodził się w Neunkirchen. Ze względu na pracę ojca spędził pierwsze lata swojego dzieciństwa w Nancy, Hamburgu, Berlinie, Hongkongu i Kapsztadzie. Uczęszczał do szkoły we Frankfurcie nad Menem. Porzucił szkołę i pojechał do Rzymu, gdzie przez miesiąc pracował w sklepie z butami. Mimo tego większość czasu spędzał w kinie oglądając filmy.
Po powrocie do Niemiec pracował jako rekwizyt, technik światła, malarz sceny, odbywając tournée po Niemczech, Austrii i Szwajcarii. Pojechał do Paryża na jakiś czas i mieszkał w gminie artystów. W 1986 Michalis Kakojanis (Grek Zorba) odkrył go w stołówce aktorskiej w Staedtischen Buehnen Frankfurt i od razu dał mu rolę w operze Ifigenia.
W wolnych chwilach pisze opowiadania, pracuje jako rzeźbiarz i malarz.

## Wybrana filmografia

### Filmy fabularne
- 1999: Die Liebesdienerin (TV) jako masażysta
- 2002: Königskinder (film krótkometrażowy) jako Alexander
- 2002: Der Schwarzarbeiter (film krótkometrażowy) jako Heiko
- 2003: Märzfieber jako Milan
- 2008: Zwillingsküsse schmecken besser jako Krüger
- 2008: Mordshunger (TV) jako dr Heinz Hochstädter
- 2009: Papieżyca Joanna (Die Päpstin) jako Eusthasius
- 2009: Ninja zabójca (Ninja Assassin) jako Ibn Battuta
- 2009: Gęsiareczka jako wędrowny artysta
- 2012: Der Fall Jakob von Metzler jako Suter, szef MEK
- 2014: Lost in Karastan jako prezydent Abashiliev

### seriale TV
- 2007–2008: Jednostka specjalna jako Anton Bender
- 2012: Kobra – oddział specjalny odc. Były (Der Ex) jako Sergej Petrow
- 2013: Prawdziwa historia rodu Borgiów jako Josquin Des Prez
- 2015: Tatort: Spielverderber jako pułkownik Andreas Friedrichs
- 2016: Tatort: Im gelobten Land jako Marx
- 2008: Kobra – oddział specjalny odc. Drift jako Jakob Retzer
- 2019: Tatort: Zorn jako Nimrod Fellner